# Borís Karvasarski
Borís Dmítrievich Kаrvasarski (en ruso: Борис Дмитриевич Карвасарский; 3 de febrero de 1931 - 24 de septiembre de 2013) fue un psiquiatra ruso, discípulo de Vladímir Nikoláyevich Miasíshchev.

## Premios
Kаrvasarski ha sido merecedor de numerosos premios incluyendo la Orden de la Insignia de Honor y el título de Científico Honorable de la Federación Rusa.

## Publicaciones
Ha publicado más de 200 trabajos científicos, así como los libros Psicoterapia (Leningrado, 1985) y Neurosis: Libro de bolsillo para médicos (Moscú, 1980, 2ª ed., 1990).
Textos en Inglés
- Kаrvasarski B. D. Psicoterapia. – Neurología a psiquiatría soviética. 1988–1989 / Vol. XXI, N. 4. – Nueva York: M. E. Sharpe, 1989, pp. 6–85.
- Kаrvasarski B. D. Psicoterapia orientada a la personalidad. 142º encuentro anual de la asociación de psiquiatría americana organizada del 6 al 11 de mayo de 1989, San Francisco, California, p. 280.